# Richard Wenk
Richard Wenk, conosciuto anche come Danny Graves (Plainfield, 13 gennaio 1956), è uno sceneggiatore e regista statunitense.
Frequenta l'Università di New York prima di entrare nel mondo del cinema di Hollywood.

## Filmografia

### Sceneggiatore
- Vamp, regia di Richard Wenk (1986)
- Biglietti... d'amore (Just the Ticket), regia di Richard Wenk (1999)
- Solo due ore (16 Blocks), regia di Richard Donner (2006)
- Professione assassino (The Mechanic), regia di Simon West (2011)
- I mercenari 2 (The Expendables 2), regia di Simon West (2012)
- The Equalizer - Il vendicatore, regia di Antoine Fuqua (2014)
- I magnifici 7 (The Magnificent Seven), regia di Antoine Fuqua (2016)
- Jack Reacher - Punto di non ritorno (Jack Reacher: Never Go Back), regia di Edward Zwick (2016)
- The Equalizer 2 - Senza perdono (The Equalizer 2), regia di Antoine Fuqua (2018)
- The Equalizer 3 - Senza tregua (The Equalizer 3), regia di Antoine Fuqua (2023)
- Kraven - Il cacciatore (Kraven the Hunter), regia di J. C. Chandor (2024)

### Regista
- Dracula Bites the Big Apple (1979) - Cortometraggio
- Vamp (1986)
- Donne all'attacco! (Attack of the 5 Ft. 2 Women) (1994) - Film Tv
- Sweet Valley High - Serie Tv, episodio 1x14 (1994)
- Biglietti... d'amore (Just the Ticket) (1999)
- Wishcraft (2002)

### Attore
- Biglietti... d'amore (Just the Ticket), regia di Richard Wenk (1999)
- Solo due ore (16 Blocks), regia di Richard Donner (2006)

### Produttore
- Dracula Bites the Big Apple (1979) - Cortometraggio
- La ragazza della porta accanto (The Girl Next Door), regia di Luke Greenfield (2004)
- The Equalizer - Il vendicatore, regia di Antoine Fuqua (2014)
- The Equalizer 2 - Senza perdono (The Equalizer 2), regia di Antoine Fuqua (2018)
- Kraven - Il cacciatore (Kraven the Hunter), regia di J. C. Chandor (2024) - produttore esecutivo

## Riconoscimenti
- 1987 – Festival Internazionale del Cinema di Porto[2]
  - Candidatura per il miglior film per Vamp
- 2015 – NAACP Image Award
  - Candidatura per la miglior sceneggiatura per The Equalizer - Il vendicatore